# Hódos-ér
Hódos-ér är ett vattendrag i Ungern.   Det ligger i provinsen Veszprém, i den västra delen av landet, 90 km väster om huvudstaden Budapest.